# Chrono Cross
Chrono Cross (クロノ・クロス?, Kurono Kurosu) è un videogioco di ruolo alla giapponese sviluppato e pubblicato da Square (ora Square Enix) per la console PlayStation nel 1999. È il seguito di Chrono Trigger, che era uscito nel 1995 per il Super Nintendo Entertainment System. 
Contrariamente al suo predecessore, sviluppato dal "Dream Team", Chrono Cross è stato sviluppato principalmente dallo sceneggiatore e regista Masato Kato e altri programmatori di Chrono Trigger, inclusi il direttore artistico Yasuyuki Honne e il tecnico del suono Minoru Akao. Il compositore, Yasunori Mitsuda, ha composto la colonna sonora di Chrono Cross e Nobuteru Yūki ha disegnato i suoi personaggi.
La storia di Chrono Cross s'incentra su un ragazzo di nome Serge, e il tema di mondi paralleli. Dovendo affrontare una realtà alternativa dove lui è morto da bambino, Serge cerca di scoprire la verità sulla divergenza dei due mondi. La ladra Kid e altri quarantatré personaggi lo aiutano nel suo viaggio attraverso l'arcipelago tropicale El Nido. Lottando per scoprire il suo passato e trovare la misteriosa Fiamma Ghiacciata, Serge è principalmente opposto da Lynx, un oscuro antagonista.
Al momento della sua pubblicazione in Giappone nel 1999 e in America nel 2000, Chrono Cross ricevette grandi recensioni e venne acclamato dalla critica, guadagnandosi un raro 10.0 da GameSpot. Le 1,5 milioni di vendite portarono ad una riedizione Greatest Hits, continuando a vendere in Giappone come parte della serie Ultimate Hits. Fu pubblicata inoltre una "Millennium Edition" comprendente di un calendario, un orologio e un campione musicale. Tuttavia, nonostante il grande successo, il gioco non venne mai pubblicato in Europa.
Il 9 febbraio 2022 è stata annunciata una remastered del gioco chiamata Chrono Cross: The Radical Dreamers Edition che include anche Radical Dreamers - Nusumenai hōseki, poi tradotta anche in italiano e uscita in tutto il mondo il 7 aprile 2022.

## Modalità di gioco
Chrono Cross dispone dello standard gameplay degli RPG con alcune innovazioni. Il giocatore avanza controllando Serge attraverso il mondo di gioco a piedi o in barca. La navigazione tra le aree è condotta tramite una mappa del mondo raffigurante il paesaggio da un ridimensionamento dall'alto. Attorno all'isola vi sono villaggi, aree esterne e dungeons, attraverso i quali il giocatore si muove in tre dimensioni. Luoghi come città e foreste sono rappresentati da mappe in scala più realistica, dove i giocatori possono conversare con gli abitanti locali per procurarsi oggetti e servizi, risolvere enigmi e sfide o incontrare nemici. 
Come in Chrono Trigger, nel gioco non sono presenti incontri casuali; i nemici sono visibili sulle mappe e si muovono a caso oppure restano in attesa di fare imboscate al party. Toccando un mostro si passa alla prospettiva della schermata di battaglia, dove i giocatori possono attaccare fisicamente, usare gli Elements, difendersi o fuggire dai nemici. Le battaglie si svolgono a turni, permettendo ai giocatori un tempo infinito per selezionare un'azione dal menu disponibile. sia per i personaggi giocabili che per i nemici controllati dalla CPU, ogni attacco riduce il loro numero di hit points (una barra di energia sotto forma di numeri), che possono essere ripristinati attraverso gli Elements ed Elements Esauribili. Quando un personaggio perde tutti i punti ferita,sviene. Se tutti i personaggi dovessero cadere in battaglia, il gioco termina e deve essere ripreso dall'ultimo punto di salvataggio utilizzato, eccezion fatta per alcune battaglie specifiche legate alla trama in cui è concesso perdere al giocatore.
Altro aspetto unico di Chrono Cross è la barra della stamina. All'inizio di una battaglia, ogni personaggio ha sette punti di stamina. Quando un personaggio usa un Element, la stamina decrementa a seconda dell'efficacia dell'attacco. La Stamina si ripristina lentamente quando altri personaggi e nemici effettuano azioni in battaglia. I personaggi con Stamina al di sotto di un punto devono aspettare per prendere azione e gli Elements richiedono tutti e sette i punti Stamina per essere usati (se si usa un Element in un qualsiasi numero al di sotto del sette, la stamina del personaggio cade in negativo ed il personaggio deve aspettare ancor più del solito per ripristinarla). Con ogni battaglia, i giocatori possono accrescere le statistiche come forza e difesa. 
Comunque, non esiste nessun sistema di punti esperienza; dopo quattro o cinque potenziamenti, le statistiche restano fisse finché non si sconfigge un Boss. Quest'operazione aggiunge una stella ad un conteggio mostrato nella finestra dello Status, che consente altre opportunità di accrescimento delle statistiche. I giocatori possono equipaggiare i personaggi con armi, armature ed accessori. Gli Elements esauribili possono essere utilizzati per ripristinare hit points o curare gli status alterati dopo le battaglie. Alcuni accessori possono essere equipaggiati per fornire effetti speciali in battaglia, come il Power Seal, che accresce l'attacco fisico. Gli oggetti e l'equipaggiamento possono essere comprati o trovati nelle mappe, spesso negli scrigni del tesoro. Diversamente dagli Elements, le armi ed armature non possono essere comprate; invece, il giocatore deve ottenere dei materiali grezzi, come rame, bronzo od osso, perché un fabbro li forgi a pagamento. Gli oggetti possono poi essere smontati nei componenti originali senza alcun costo.
I giocatori attraversano le ambientazioni tropicali del gioco navigando. L'esistenza di due dimensioni parallele, come i periodi storici in Chrono Trigger, gioca un ruolo significante nel titolo. I giocatori devono andare avanti e indietro attraverso i mondi per reclutare i membri del party, ottenere oggetti ed avanzare nella trama. Molta della popolazione di entrambi i mondi ha una controparte nell'altro; alcuni membri del party possono persino fare visita alle loro altre versioni. Il giocatore deve sempre cercare oggetti o luoghi che si trovano esclusivamente in uno dei due mondi. 
Gli eventi di una dimensione a volte hanno un certo impatto nell'altra, per esempio, raffreddare del terreno bruciato su un'isola consente alla vegetazione di crescere nell'altro mondo. Questo sistema consente la presentazione di alcuni temi, incluso il domandarsi l'importanza delle decisioni prese da una persona ed il ruolo dell'umanità nel distruggere l'ambiente. Le notevoli sfaccettature del gameplay di Chrono Cross sono l'opzione New Game+ e i finali multipli. Come in Chrono Trigger, i giocatori che hanno completato il gioco possono scegliere di ricominciarlo utilizzando i dati della precedente partita. 
I livelli dei personaggi, le tecniche imparate, l'equipaggiamento e gli oggetti ottenuti saranno trasferiti, mentre il denaro acquisito ed alcuni oggetti legati alla trama saranno persi. In una partita New game+, i giocatori possono aver accesso a dodici finali. Le scene che verranno mostrate dipenderanno dai progressi fatti nel gioco prima la battaglia finale, che può essere combattuta in ogni momento.

## Sviluppo
Prima del 1999, allo sceneggiatore di Chrono Trigger Masato Kato venne chiesto di sviluppare un nuovo gioco della serie Chrono nello stile di Radical Dreamers. A quei tempi, anche lui aveva iniziato a considerare un seguito diretto a Chrono Trigger che avrebbe svelato alcuni intrecci della trama mai chiarificati. Kato ed il produttore del gioco, Hiromichi Tanaka, decisero poi di seguire una strada diversa poiché Chrono Trigger sarebbe stato presto riproposto in Final Fantasy Chronicles per creare un senso di continuità. 
Kato fece notare che ideare una nuova storia per Chrono Cross, con un nuovo cast di personaggi, avrebbe concesso a coloro che avessero dimenticato la trama o che non avessero mai giocato Chrono Trigger di godersi il gioco senza sentirsi confusi. Gli sviluppatori decisero di non abusare del viaggio nel tempo nel gioco, in quanto ritennero che sarebbe stata una "revisione dell'ultimo gioco". Kato confermò che oltre ai mondi paralleli, il tema principale di Chrono Cross era il destino di Schala, che egli non fu in grado di approfondire precedentemente in Chrono Trigger. Egli intendeva indurre il giocatore a pensare che futuri alternativi e altre possibilità potrebbero esistere nella sequenza finale, desideroso di avere il risultato di "non far...smettere di giocare".

## Colonna sonora
La colonna sonora di Chrono Cross è stata composta dal compositore freelance Yasunori Mitsuda, che aveva precedentemente lavorato a Chrono Trigger. Dopo essere stato contattato per comporre la colonna sonora da Kato, Mitsuda decise di concentrare il suo lavoro attorno alle influenze della cultura del Terzo Mondo, incluse la Mediterranea, Fado, la musica celtica e la percussiva musica africana. Per mettere in risalto il tema dei mondi paralleli, diede all'"Another" ed alla "Home" dei motivi rispettivamente oscuri e frizzanti. 
Il contributore di Xenogears, Tomohiko Kira, suonò la chitarra nei temi d'apertura e di chiusura. Noriko Mitose, come deciso da Masato Kato, cantò la canzone di chiusura, Radical Dreamers - The Unstolen Jewel. Ryo Yamazaki, un programmatore di sintetizzazione di Square Enix, aiutò Mitsuda nel trasferire le sue idee nelle capacità sonore della PlayStation. Mitsuda fu felice di compiere almeno metà di ciò che aveva previsto. Alcune tracce furono riprese dalla colonna sonora di Radical Dreamers, come Gale, frozen Flame e Viper Mansion. Nuove entrate nella colonna sonora contengono motivi principali da Chrono Trigger e Radical Dreamers. la melodia di Far Promise ~ Dream Shore compare maggiormente in The Dream That Time Dreams e Voyage ~ Another World.
Una volta conclusa la produzione, Mitsuda giocò Chrono Cross per valutare quanto le sue composizioni s'intersecassero con le scene. I giocatori che avevano preordinato il gioco ricevettero un disco campione con cinque tracce. Nel 1999, fu pubblicata in Giappone la colonna sonora ufficiale composta di tre CD. Nel 2005, a grande richiesta, Square Enix ha riedito la colonna sonora. Precedentemente, quello stesso anno, Mitsuda annunciò che un nuovo album musicale arrangiato sarebbe stato pubblicato entro giugno del 2005. Ciò non avvenne, anche se durante un concerto della sinfonia di videogame Play!, egli rivelò che sarebbe uscita "entro l'anno" ed avrebbe incluso della musica acustica. Più tardi, nel 2006, Mitsuda affermò che l'album sarebbe effettivamente stato pubblicato nel 2007.